# Bennett Park

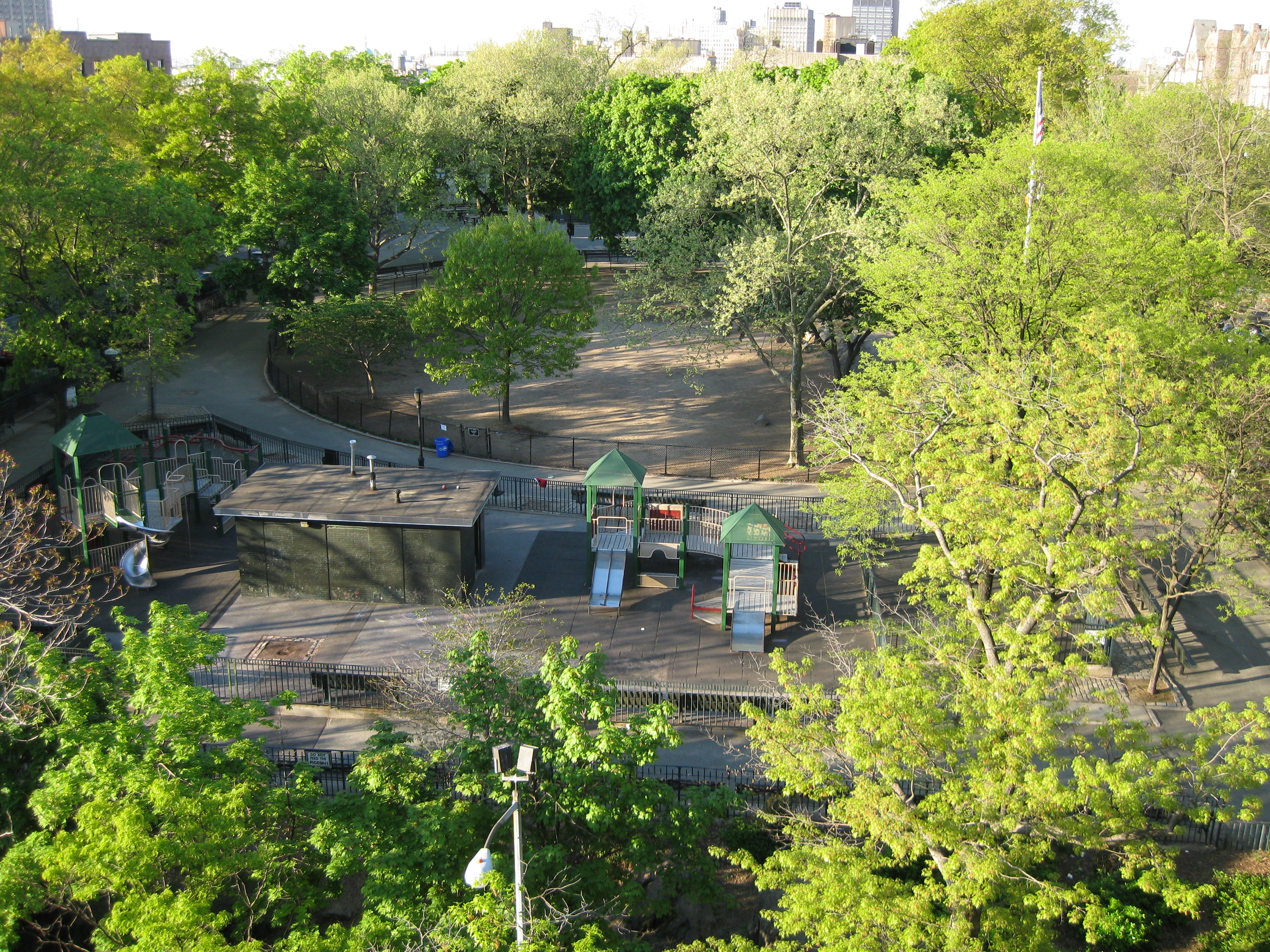
Bennett Park

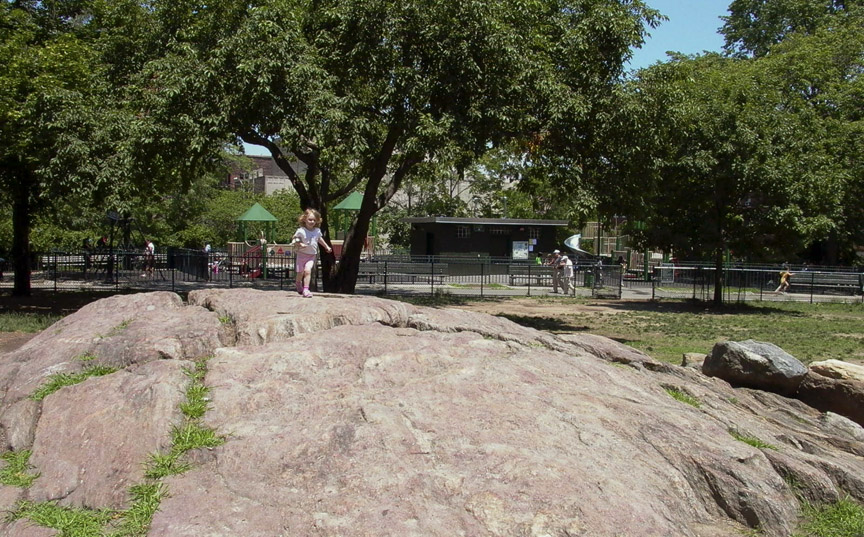
Hoogste natuurlijk punt van Manhattan

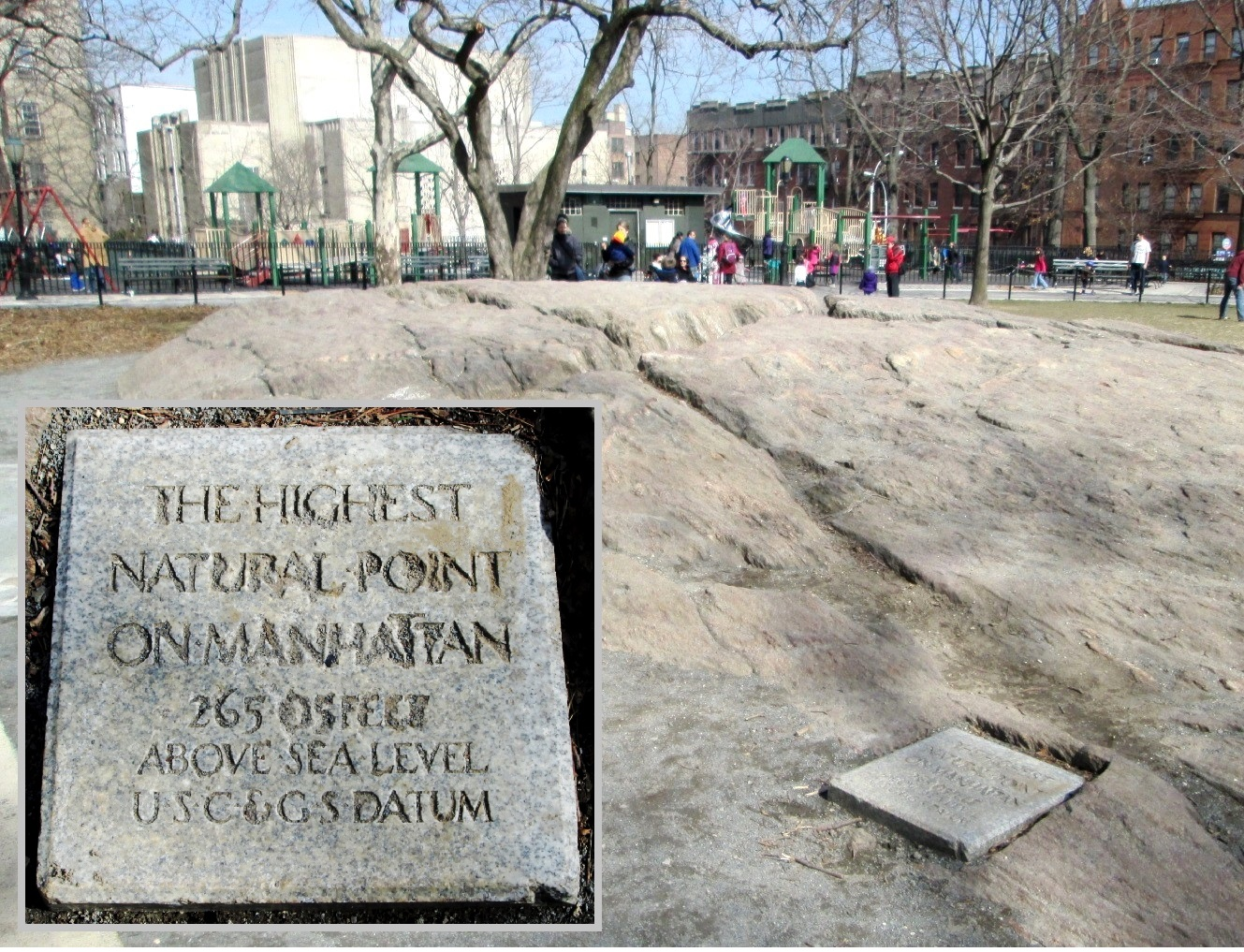
Markeertegel van hoogste punt

Bennett Park is een klein park in de wijk  Washington Heights in de Upper West Side van Manhattan  (New York).
Het park wordt beheerd door de New York City Department of Parks and Recreation. Het heeft een oppervlakte van 0,73 ha. Het werd in 1929 geopend en is gekend omdat een van de schistlagen van Manhattan in het park boven de grond komt en daar een kleine heuvel vormt met een top op 81 m hoogte. Het park kreeg zijn naam als eerbetoon aan James Gordon Bennett Sr., de 19e-eeuwse oprichter en uitgever van de New York Herald.